# Jennifer Beals
Jennifer Beals est une actrice américaine née le 19 décembre 1963 à Chicago.
Elle s'est fait connaître en 1983 grâce à son rôle dans Flashdance.

## Biographie
Jennifer Sue Beals est née le 19 décembre 1963 à Chicago, dans l'Illinois. Elle est la fille de Jeanne, une enseignante d'école primaire, et d'Alfred Beals, propriétaire d'une épicerie dans le South Side de Chicago. Son père était afro-américain et sa mère était la fille d'un couple irlandais. Elle a deux frères, Bobby et Gregory. Son père est mort quand Jennifer Beals avait dix ans et sa mère s'est remariée à Edward Cohen.
Pendant son adolescence, Jennifer Beals est mannequin et fait du babysitting. Elle a fait ses études primaires et secondaires à l'école Francis W. Parker de Chicago et y reçoit son diplôme de fin d'études. En 1980, après son premier rôle, elle s'inscrit à l'université Yale où elle obtient un BA en littérature américaine en 1987.

### Carrière

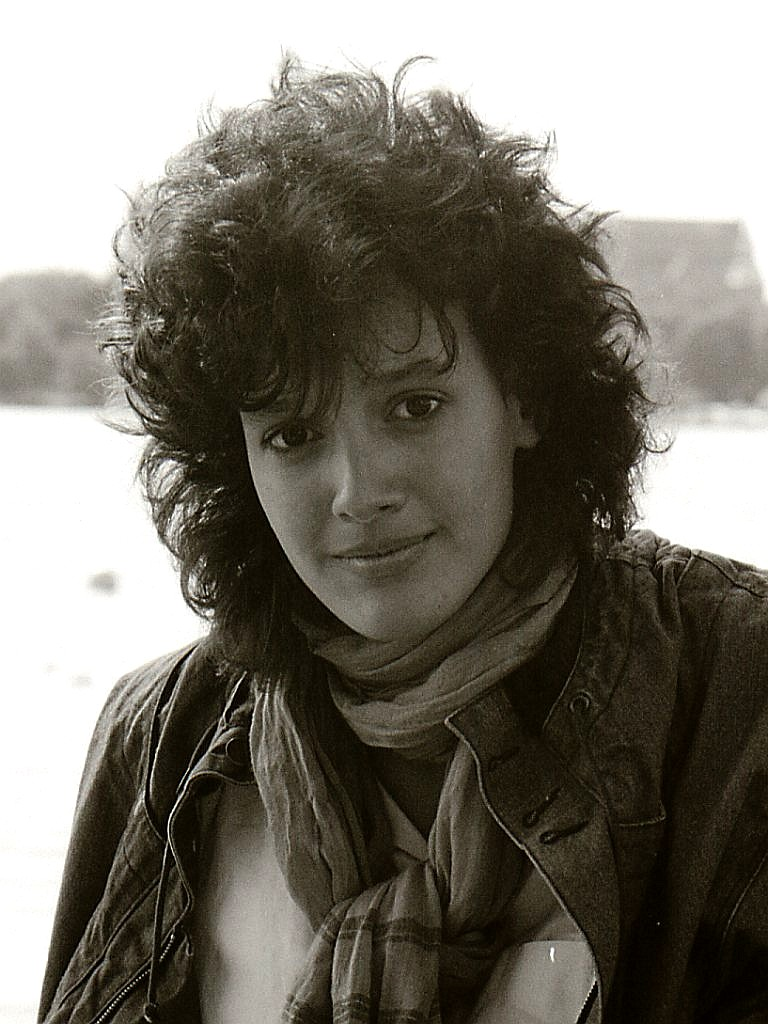
Jennifer Beals en 1983.

En 1980, alors qu'elle a 17 ans, Jennifer Beals décroche un rôle secondaire dans le film My Bodyguard. En 1983, elle remporte le rôle qui la rend célèbre dans le film Flashdance, où elle interprète une jeune fille travaillant dur et habitée par la danse. Peu de temps après la sortie du film, il a été révélé que de nombreuses scènes de danse du film ont été, en réalité, exécutées en doublure par la danseuse professionnelle Marine Jahan.
Jennifer Beals joue le rôle de Bette Porter, la directrice lesbienne d'un musée d'art moderne de Los Angeles dans la série The L Word, diffusée de 2004 à 2009. Elle reprend son rôle en 2019 dans The L Word: Generation Q.
En 2011, elle intègre la série The Chicago Code de Shawn Ryan, où elle interprète Teresa Colvin, la première femme cheffe de la police de Chicago.

### Vie privée
Elle a été mariée à Alexandre Rockwell de 1986 à 1996. En 1998, elle épouse Ken Dixon, un entrepreneur canadien. Ils ont eu une fille ensemble en 2005 nommée Ella (en référence à Ella Fitzgerald).
Par ailleurs, elle est une amie proche du réalisateur américain Quentin Tarantino.

## Filmographie

### Cinéma
- 1980 : My Bodyguard[2] : Amie de Clifford
- 1983 : Flashdance de Adrian Lyne : Alex Owens
- 1985 : La Promise (The Bride) de Franc Roddam : Eva
- 1988 : La partita[3] : Olivia Candioni
- 1988 : Split Decisions[4] : Barbara Uribe
- 1989 : Sons d'Alexandre Rockwell : un travesti
- 1989 : Embrasse-moi, vampire (Vampire's Kiss) de Robert Bierman : Rachel
- 1990 : Dr M de Claude Chabrol : Sonja Vogler
- 1991 : Blood and Concrete[5] : Mona
- 1992 : In the Soup de Alexandre Rockwell : Angelica Pena
- 1992 : Le Grand Pardon 2 de Alexandre Arcady : Joyce Ferranti
- 1993 : Le Voleur et le Cordonnier de Richard Williams : Princess Yum Yum (voix)
- 1994 : Mort annoncée[6] (Dead on Sight) : Rebecca Darcy
- 1994 : Journal Intime (Caro Diario) de Nanni Moretti : Elle-même
- 1994 : Mrs Parker et le cercle vicieux (Mrs. Parker and the Vicious Circle) de Alan Rudolph : Gertrude Benchley
- 1995 : Le Diable en robe bleue (Devil in a Blue Dress) de Carl Franklin : Daphne Monet
- 1995 : Groom Service (Four Rooms) de Allison Anders, Alexandre Rockwell, Robert Rodriguez et Quentin Tarantino (The Wrong Man et The Man from Hollywood) : Angela
- 1995 : Danse avec moi (Let It Be Me) de Eleanor Bergstein : Emily
- 1996 : À la recherche de Jimmy Le Borgne (The Search for One-eye Jimmy) de Sam Henry Kass : Ellen
- 1997 : Wishful Thinking : Elizabeth
- 1998 : The Prophecy 2 : Valerie Rosales
- 1998 : Les Derniers jours du disco (The Last Days of Disco) de Whit Stillman : Nina Moritz
- 1999 : Body and Soul de Sam Henry Kass : Gina
- 1999 : Something More : Lisa
- 2000 : Turbulences 2 (Fear of Flying) de David Mackay : Jessica
- 2001 : Haute surveillance (Out of Line) de George Mihalka : Parole Officer Jenny Capitanas
- 2001 : The Anniversary Party de Jennifer Jason Leigh et Alan Cumming : Gina Taylor
- 2002 : Oncle Roger (Roger Dodger) de Dylan Kidd : Sophie
- 2002 : 13 Moons de Alexandre Rockwell : Suzi
- 2003 : Le Maître du jeu (Runaway Jury) de Gary Fleder : Vanessa Lembeck
- 2004 : Les Petits Braqueurs (Catch That Kid) de Bart Freundlich : Molly
- 2005 : Break a Leg : Juliet
- 2005 : Desolation Sound de Scott Weber : Elizabeth Story
- 2006 : The Grudge 2 de Takashi Shimizu : Trish
- 2009 : Joueuse de Caroline Bottaro : L'Américaine
- 2010 : Le Livre d'Eli d'Albert et Allen Hughes : Claudia
- 2010 : A Night for Dying Tigers de Terry Miles et Sidney Chiu : Melanie
- 2013 : Cinemanovels : Clémentine
- 2014 : Le Cauchemar d'une mère de Vic Sarin : Liz Michaels
- 2015 : Full Out : Coach Val
- 2016 : Manhattan Night de Brian DeCubellis : Lisa Wren
- 2017 : Le Dernier Jour de ma vie (Before I Fall) de Ry Russo-Young : Madame Kingston.
- 2019 : After : Chapitre 1 : Karen Gibson/Scott
- 2022 : American Girl : Lolo Vincent

### Télévision
- 1990 : La Madone et le Dragon (en) (The Madonna and the Dragon) : Patty Meredith
- 1992 : Pour le meilleur et pour le pire (Terror Stalks the Class Reunion) de Clive Donner : Virginia
- 1992 : Indecency : Ellie Shaw
- 1992 : 2000 Malibu Road : Perry Quinn
- 1993 : Night Owl : Julia
- 1997 : Secrets de famille (The Twilight of the Golds) de Arthur Allan Seidelman : Suzanne Stein
- 1997 : Au-delà du réel : L'aventure continue (Tueur virtuel) de Melvin Van Peebles (saison 3-16 : Tueur virtuel) : Robin Dysart
- 1998 : Passion fatale (The Spree) : Xinia Kelly, une cambrioleuse
- 2000 : Offensive pour un flic (Militia) : Julie Sanders
- 2000 : Without Malice : Samantha Wilkes
- 2000 : A House Divided : Amanda America Dickson
- 2001 : The Big House : Lorraine Brewster
- 2001 : Orage aux Bahamas (After the Storm) : Mrs. Gavotte
- 2001 : Feast of All Saints : Dolly Rose
- 2002 : Vengeance trompeuse (They Shoot Divas, Don't They?) de Jonathan Craven : Sloan McBride
- 2004-2009 : The L Word de Ilene Chaiken : Bette Porter
- 2006 : Histoire Trouble (Troubled Waters) de John Stead : Agent Spécial Jennifer Beck
- 2006 : New York, police judiciaire (Law & Order) : Sofia Archer
- 2007 : L'Ivresse du cœur (My Name Is Sarah) : Sarah Winston
- 2009-2010 : Lie to Me : Zoé Landau
- 2010 : L'avant-veille de Noël (The Night Before the Night Before Christmas) : Angela Fox
- 2011 : The Chicago Code : Teresa Colvin
- 2012 : Castle (saison 4, épisodes 15 et 16) : Sophia Turner
- 2012 : The Mob Doctor : Celeste LaPree
- 2012 : Lauren : Major Jo Stone
- 2014 : Motive : Sophia Balfour
- 2015 : Proof : Dr Carolyn Tyler
- 2016 : The Night Shift : Dr Syd Jennings
- 2017-2018 : Taken : Christina Hart
- 2019 : Swamp Thing : Lucilia Cable
- 2019-2021 : The L Word: Generation Q : Bette Porter
- 2021 : Le Livre de Boba Fett : Garsa Fwip

## Anecdotes
- Dans Flashdance, elle a obtenu le rôle parce qu'elle n'arrêtait pas de pleurer lorsqu'elle a passé son audition. On lui avait volé ses bagages à l'aéroport.
- Dans Joueuse, Jennifer Beals incarne une américaine jouant aux échecs avec son mari sous les yeux observateurs de Sandrine Bonnaire qui interprète Hélène, une passionnée d'échecs. La réalisatrice, Caroline Bottaro, explique le choix de cette comédienne : « Hélène est, comme moi, de la génération qui a vu Flashdance à l'adolescence. Et si c'était la vraie Jennifer Beals qu'Hélène reconnaissait, jouant aux échecs ce jour-là ? Cette éventualité m'amusait ! »[7].
- Dans le premier épisode du film Journal intime, sorti en 1993, le réalisateur italien Nanni Moretti explique que sa vie a changé depuis qu'il a vu le film Flashdance. Il cherche Jennifer Beals partout dans Rome, finit effectivement par la trouver, se promenant dans la rue, et l'aborde. Mais les propos de Nanni Moretti sont tellement incohérents que Jennifer Beals et son ami pensent avoir affaire à un fou.
- Jennifer retrouve Alan Cumming après le film The Anniversary Party pour la série The L Word dans lequel il joue Billie, le nouveau gérant du Planet. De même qu'avec Denzel Washington pour Le Livre d'Eli, 14 ans après leur première collaboration sur le film Le Diable en robe bleue. Jennifer a également retravaillé avec Bruce Davison, encore sur la série The L Word, 7 ans après Le Maître du jeu en 2003. La série Lie to Me permet les retrouvailles entre Tim Roth et Jennifer Beals qui avaient déjà joué ensemble dans le film Groom Service en 1995.
- « Je n'avais jamais tourné de film d'épouvante auparavant, mais après avoir vu The Grudge, j'ai voulu travailler avec Takashi Shimizu, parce que je pense qu'il élève le genre à un autre niveau. Il est intelligent, drôle, extrêmement compétent derrière une caméra, et très exigeant. Sa façon de faire ses films me rappelle un peu ceux de Robert Altman - en nettement plus effrayant ! »[réf. nécessaire]

## Voix françaises
En France, Danièle Douet  est la voix française régulière de Jennifer Beals depuis la série The L Word en 2004. Maïk Darah l'a également doublée à trois reprises. 
Au Québec, Isabelle Leyrolles est la voix québécoise régulière de l'actrice. 

## Distinctions

### Récompenses
- 1983 : Bravo Otto de la meilleure actrice.
- 1983 : Jupiter Awards de la meilleure actrice internationale dans une comédie musicale pour Flashdance
- 1985 : Bravo Otto de la meilleure actrice.
- Cinequest San Jose Film Festival 1999 : lauréate du Trophée Maverick Tribute.
- GLAAD Media Awards 2005 : lauréate du Trophée Golden Gate.

### Nominations
- 1984 : Bravo Otto de la meilleure actrice dans une comédie musicale pour Flashdance (1983).
- Golden Globes 1984 : Meilleure actrice dans une comédie musicale pour Flashdance
- 2001 : DVD Exclusive Awards de la meilleure actrice dans uns econd rôle dans une comédie romantique pour Something More
- 2016 : Canadian Screen Awards de la meilleure performance pour une actrice dans un rôle principal dans une série télévisée dramatique pour Le cauchemar d'une mère